# Anaïs Allard-Rousseau
Anaïs Allard-Rousseau, OC (* 31. Oktober 1904 in Sainte-Monique de Nicolet, Québec, Kanada als Anaïs Allard; † 15. Februar 1971 in Fort-de-France, Martinique) war eine kanadische Musikpädagogin und Sozialaktivistin.

## Leben und Wirken
Anaïs Allard-Rousseau wurde am 31. Oktober 1904 als Anaïs Allard in Sainte-Monique de Nicolet in der kanadischen Provinz Québec geboren. Als sie acht Jahre alt war, wurde ihr Bruder Jean Victor Allard, ein späterer Offizier und als General Oberkommandierender über die Canadian Army, sowie Chef des Verteidigungsstabes der Streitkräfte Kanadas, geboren. Nach erfolgreicher Schulbildung studierte sie Musik, Pädagogik, Philosophie und Botanik und schloss diese Studien erfolgreich ab. Im Jahre 1926 heiratete sie den über vier Jahre älteren Arthur Rousseau (1900–1994), der in den 1940er Jahren einige Zeit lang als Bürgermeister von Trois-Rivières amtieren und mit dem sie sieben Kinder haben sollte. Aufgrund der Heirat zog sie nach Trois-Rivières und arbeitete hier als Musikpädagogin. Im Jahre 1942 – ihr Ehemann war gerade in seinem zweiten Amtsjahr als Bürgermeister der Stadt – gründete sie Les Rendez-vous artistiques, eine Konzertgesellschaft, die international bekannte Künstler wie Raoul Jobin oder Witold Małcużyński engagierte und gründete gleichsam den Club André-Mathieu, über den sie eine Reihe von Konzerten für junges Publikum veranstalten ließ.
Des Weiteren organisierte sie während des Zweiten Weltkriegs einige Konzerte für Soldaten, mit denen sie darüber hinaus auch noch Korrespondenz hielt. 1949 war sie an der Gründung der Jeunesses Musicales Canada (JMC), einer Organisation zur musikalischen Förderung junger Menschen, die von Gilles Lefebvre (1922–2001) initiiert wurde, beteiligt. Von 1954 bis 1956 fungierte sie als Präsidentin dieser Organisation und wurde nahm als Delegierte von JMC regelmäßig an internationalen Veranstaltungen teil. Parallel dazu war sie bereits von 1952 bis 1955 Vizepräsidentin der im Jahre 1945 ins Leben gerufenen internationalen Vereinigung von Jeunesses Musicales. Weiters war sie an der Gründung des Conservatoire de musique du Québec à Trois-Rivières im Jahre 1964 beteiligt. Außerdem gab sie Kurse in Musik und bildenden Künsten an der École normale du Christ-Roi (1956–1964), am Centre d’Études Universitaires de Trois-Rivières (1963), sowie an der École normale Maurice-Duplessis (1967), die sich allesamt in Trois-Rivières befinden.
Nachdem sie im Jahre 1969 zum Officer der Order of Canada ernannt worden war, starb Allard-Rousseau am 15. Februar 1971 im Alter von 66 Jahren bei einem Aufenthalt in Fort-de-France im französischen Übersee-Département Martinique. Nur wenige Wochen nach ihrem Tod wurde am 29. März 1971 die Konzerthalle des Kulturzentrums von Trois-Rivières ihr zu Ehren in Salle Anaïs-Allard-Rousseau umbenannt. Das Archiv von Anaïs Allard-Rousseau befindet sich heute im Archivzentrum der Bibliothèque et Archives nationales du Québec. Ihr Archiv enthält knapp 9500 Fotos, sieben Filme, 20 Magnetbänder, sowie rund 20,50 Laufmeter an Textdokumenten mit beruflichen und privaten Aufzeichnungen und Dokumenten.